# Тетеево
Тетеево (тат. Титәй) — село в Лаишевском районе Татарстана. Входит в состав Нармонского сельского поселения.

## География
Находится в западной части Татарстана на расстоянии приблизительно 29 км по прямой на юг-юго-восток от Казани на берегу волжской старицы.

## История
Известно с 1646 года, принадлежало сначала Казанскому Спасо-Преображенскому монастырю. В 1764 году была построена Ильинская церковь.
В советское время около села существовал пионерлагерь «Ракета» речного порта.

## Население
Постоянных жителей было: в 1897 — 985, в 1908 — 1179, в 1920 — 1195, в 1926 — 1405, в 1938 — 934, в 1949 — 734, в 1958 — 643, в 1970 — 352, в 1979 — 259, в 1989 — 201, в 2002 — 136 (русские 83 %), 113 — в 2010.

## Транспорт
Прямой пригородный автобусный маршрут № 341 от угла улиц Павлюхина и Шаляпина начал ходить в Тетеево через Усады и Столбище не позднее начала 2000-х годов. В 2008 году переведён в категорию межмуниципальных маршрутов и ходил под номерами 559, 121, затем вновь 559 и стал отправляться от Южного автовокзала.